# Jewgienij Ugriumow
Jewgienij Nikołajewicz Ugriumow, ros. Евгений Николаевич Угрюмов (ur. w 1885 roku, zm. ?) – rosyjski wojskowy (pułkownik), emigrant
W 1903 roku ukończył gimnazjum im. K. Maya, po czym wstąpił do armii rosyjskiej. W 1907 roku awansował do stopnia podporucznika. Służył w lejbgwardii Artylerii Konnej. Brał udział w I wojnie światowej. Doszedł do stopnia pułkownika. Następnie walczył w wojnie domowej w Rosji w szeregach wojsk Białych gen. Antona Denikina. Na emigracji zamieszkał w Polsce. Według źródeł w 1938 roku żył w Warszawie.